# Государственный академический русский концертный оркестр «Боян»
Государственный академический русский концертный оркестр «Боян» — российский музыкальный коллектив.
Художественный руководитель и главный дирижёр (с 1968 года) — народный артист СССР Анатолий Полетаев.

## История создания
Оркестр «Боян» был создан А. И. Полетаевым в 1968 году.
В 1968 г. из небольшой группы музыкантов А. И. Полетаев создал русский оркестр, назвав его в честь легендарного сказителя Бояна. Основу репертуара оркестра составила русская классическая музыка. Оркестр был экспериментальный по своему характеру: народные инструменты были оснащены радиоаппаратурой. Это открыло коллективу новые концертные площадки, и музыка оркестра зазвучала в самых отдалённых глубинках СССР. С годами коллектив оркестра расширялся. В концертах принимали участие Народные артисты СССР Алексей Иванов, Дмитрий Гнатюк, Юрий Гуляев, Борис Штоколов, Александр Ведерников, Виргилиус Норейка, Анатолий Соловьяненко, Юрий Богатиков, Евгений Нестеренко и многие другие. 
В 1980 году на базе оркестра народных инструментов создан русский симфонический оркестр с включённой в него группой народных инструментов.

## Отзывы в прессе
- Все смолкли, слушают Бояна… 09.02.2011, газета «Завтра»
- С песней о России. 13.12.2010, «Вечерняя Москва»
- Казачий хор и голландский дирижер исполняют «Песнь о России». 09.12.2010, «Радио Свобода»
- По России с «Бояном». 08.12.2010, Агентство Культурной Информации
- Память убить невозможно. 05.12.2010, «Москвичка»